# Климовский, Саво
Саво Климовский (макед. Саво Климовски; родился 13 июня 1947 года в Скопье, Народная Республика Македония, СФРЮ) — македонский политический и государственный деятель, юрист, бывший председатель Собрания Республики Македонии, и. о. президента с ноября по декабрь 1999 года.

## Образование и научная карьера
Саво Климовский окончил юридический факультет Университета в Скопье в 1974 году со степенью магистра. Докторскую диссертацию защитил в мае 1978 года в Любляне. В 1971 году стал ассистентом на юридическом факультете, доцентом, затем профессором. С октября 1992 года был деканом факультета два срока подряд. С 1996 по 1998 год был председателем Университетского совета Университета Св. Кирилла и Мефодия.
Является автором многочисленных монографий, школьных и университетских учебников, научных изданий.

## Политическая карьера
С апреля 1986 по март 1991 года Климовский входил в правительство Социалистической Республики Македонии, как секретарь (министр) по образованию, культуре и физической культуре.
С 1992 по 2000 год был депутатом Собрания Республики Македонии и возглавлял комитеты по конституционным вопросам и политической системе, по европейской и евроатлантической интеграции, по международным отношениям. В 1998—2000 годах был председателем Собрания Республики Македонии.
После того как 19 ноября 1999 года истёк срок полномочий президента Киро Глигорова, Климовский исполнял обязанности главы государства до вступления в должность Бориса Трайковского 15 декабря.